# Estereograma
Um estereograma é uma técnica de ilusão de óptica, onde a partir de duas imagens bidimensionais complementares, é possível visualizar uma imagem tridimensional. Basicamente deve-se ver cada uma das duas imagens bidimensionais com um dos olhos, gerando-se a ilusão da tridimensionalidade. Este efeito é possível graças ao efeito Estereoscópico onde para a imagem captada por cada olho, o cérebro "funde" as imagens dando efeitos tridimensionais à visão.
Há anos, os estereogramas têm sido feitos sobrepondo-se fotografias com tomadas de ângulos ligeiramente distintos. Atualmente voltaram à fama, graças aos RDS (Random Dot Stereogram), criados com softwares específicos.
Para conseguir enxergar um estereograma, o principal é conhecer o resultado esperado. A ideia é desfocar a vista da imagem, de maneira que ambas as perspectivas sejam captadas. Alguns recomendam olhar o infinito, ou seja, fitar a vista num objeto distante e, sem desfocar, voltar a olhar a imagem. Outros preferem fitar a visão em um dedo sobre a imagem e lentamente retirá-lo, ou observar o reflexo da imagem num vidro, ou olhar a imagem bem de perto e, mantendo o foco, ir afastando a cabeça, de forma que o foco saia do papel até encontrar o ponto ideal. Depende de cada pessoa e sua condição visual. Alguns estereogramas já trazem um auxílio, como dois pontos, onde você foca a sua visão de forma que os 2 pontos se transformem em 3, então a imagem pretendida aparecerá.